# Períbolo

Planta do Templo de Afaia, em Egina, onde vê-se os muros circundantes do períbolo

Períbolo (em grego clássico: γύρω βόλος; romaniz.: períbolos; em latim: peribolu) é uma área livre, situado entre um edifício e o muro que o circunda. Na Antiguidade Clássica, o períbolo era arborizado e circundava os templos, contendo imagens e estátuas votivas. Era, assim, parte do terreno sagrado, também pertencente ao deus do templo, sendo seus muros um divisor entre o espaço sacro e o terreno profano de fora.